# Роман Братний
Роман Братний (пол. Roman Bratny), справжнє ім'я: Роман Мулярчик (пол. Roman Mularczyk; 5 серпня 1921, Краків, Польща — 5 листопада 2017, Польща) — польський прозаїк, поет, публіцист, драматург, кіносценарист.

## Біографія

### Дитинство
Після народження Романа родина кілька разів змінювала місце проживання. Із Кракова сім'я перебралася до Острува-Мазовецька, потім мешкали в Гарволіні, Грудзьондзі, а також у Варшаві. У Грудзьондзі майбутній письменник отримав атестат про середню освіту.

### Війна
У 1939 році Роман, разом із ненькою та братом, оселилися в м. Констанцін, що за 20 кілометрів на південь від Варшави. Мати заробляла уроками музики, а Роман займався репетиторством. Під час окупації юнак приєднався до варшавського підпілля, де діяв під кличкою «Братний». Це підпільне прізвисько надалі перетвориться на його літературний псевдонім.
У 1942 р. Братний закінчив курс підпільного військового офіцерського училища Армії Крайової (АК). З 1943 року він співпрацював із культурно-літературним часописом «Кузня» (пол. «Kuźnia»), що видавався правою націоналістичною таємною організацією «Меч і Плуг» (пол. «Miecz і Pług»), яка провадила антинімецьку і антикомуністичну боротьбу. Замість «Кузні» в 1943-44 роках видавався конспіративний місячник «Опори» (пол. «Dźwigary»), співзасновником і редактором якого був Роман Братний. Письменник брав збройну участь у Варшавському повстанні 1944 року, після придушення якого потрапив до німецьких концтаборів для полонених офіцерів, спочатку до Ламсдорфу (суч. польська назва — Ламбіновіце), потім були Зандбостель (Німеччина) і Любек (Німеччина). Після окупації Любека британцями в травні 1945 року Братний виїхав до Парижу.

### Мирні часи
На відміну від більшості вояків АК, які після визволення Польщі або емігрували, або вели боротьбу проти комуністичної влади, Братний повернувся на батьківщину і почав співпрацювати з переможцями. У 1946-47 роках він був співзасновником і редактором двотижневика «Покоління» (пол. «Pokolenie»), далі працював в багатьох тижневиках, таких як «Відродження» (пол. «Odrodzenie»), «Напрям» (пол. «Nurt»), «Нова Культура» (пол. «Nowa Kultura»), одночасно навчаючись в Академії політичних наук (пол. Akademia Nauk Politycznych), яку закінчив у 1949 р. Вступив до лав правлячої Польської об'єднаної робітничої партії. У 1963-71 роках він був заступником редактора тижневика «Культура» (пол. «Kultura»), також працював літературним керівником: в 1955-60 — на кіностудії «Студія» (пол. «Studio»), в 1969-72 — на кіностудії «Край» (пол. «Kraj»), в 1974-82 — в «Громадському театрі» (пол. «Teatr Powszechny») у Варшаві.
В ті часи, коли більшість польських діячів культури почали підтримувати дисидентство і посткомуністичний устрій з таким самим ентузіазмом, з яким колись вихваляли комунізм, Братний критично поставився до заворушень 50, 70, і 80-х років і, взагалі, до Третьої Речі Посполитої, яка в 1989 році прийшла на заміну Польській Народній Республіці (ПНР). Мабуть через таку «впертість» письменника в Польщі з'явився дуже популярний двовірш в сучасному шлягері «Не пий, Пьотрек!» гурту «Електричні гітари»:
|  | Не будь дуже делікатний, Будь твердий, як Ро́ман Бра́тний |

Роман Братний похований в Пантеоні польських воїнів на Військовому цвинтарі на Повонзках у Варшаві.

### Родина
Батько Романа Братного — Юзеф Мулярчик — кадровий офіцер селянського походження, учасник Польської війни 1939 року — командир 2-го Полку кінних стрільців. Під час окупації Польщі виконував обов'язки керівника Келецького підокругу Армії Крайової. Мати — Ванда (до шлюбу Репетовська), піаністка. Молодший брат — Анджей Мулярчик, письменник-кіносценарист. Роман Братний був одружений з Аліцією Вагль (пол. Alicja Wahl), відомою польською художницею.

## Творчість

### Проза і поезія

Повість «Сніги пливуть», видання 1961 року

Роман «Колумби», видання 2008 року

Як письменник Братний дебютував у 1944 р. підпільною збіркою віршів «Погорда» (пол. «Pogarda»). Надалі у Польщі були видані такі книжки (перелік неповний):
- 1946 «Ślad» («Слід», новели), перевидано 1962, 1963, 1966
- 1948 «Losy» («Долі», вірші)
- 1948 «15 batalionów» («15 батальйонів», вірші)
- 1948 «W karty z historią» («B карти з історією», вірші)
- 1949 «Słowo miliarda» («Слово мільярда», вірші)
- 1951 «Człowieku, żyć będziesz!» («Людино, будеш жити!», вірші)
- 1953 «Głos bomby Ishi» («Голос бомби Іші», публіцистичні нариси)
- 1953 «Ile serce wytrzyma» («Скільки серце витримає», оповідання)
- 1953 «Rola główna» («Головна роль», оповідання)
- 1955 «Kryśka Brzytew» («Край Бритв», оповідання)
- 1955 «Krok ostateczny» («Останній крок», повість), перевидано 1963
- 1957 «Wiersze wybrane» («Вибрані вірші», вірші)
- 1957 «Kolumbowie. Rocznik 20» («Колумби. Рік народження 20», роман), перевидано 1957, 1958, 1959, 1961, 1963, 1964, 1966, 1968, 1969, 1970, 1972, 1974, 1976, 1977, 1979, 1983, 1984, 1984, 1987, 1988, 1989
- 1959 «Niespokojne tropy. Wrażenia z podróży do ZSRR» («Неспокійні сліди. Враження з подорожі до СРСР», серія «Навколо світу»)
- 1959 «Szczęśliwi torturowani» («Щасливі катовані», повість)
- 1961 «Śniegi płyną» («Сніги пливуть», повість), перевидано 1962, 1963, 1965, 1985
- 1961 «Spacer w ZOO» («Прогулянка в зоопарку», оповідання)
- 1962 «Życie raz jeszcze» («Життя ще раз», повість, написана в 1957), перевидано 1967
- 1962 «Brulion» («Чернетка», повість), перевидано 1965, 1968
- 1963 «Wybór opowiadań» («Вибрані оповідання», оповідання)
- 1964 «Historia najnowsza Polski u Antka Półgłówki» («Новітня історія Польщі в Антека Недоумка», оповідання)
- 1965 «Nauka chodzenia» («Наука ходіння», повість)
- 1967 «Przeszło, nie minęło» («Пройшло, не минуло. Вибрана проза», оповідання), перевидано 1970
- 1968 «Ciągle wczoraj; Ciemięga і inni; Nauka chodzenia» («Завжди вчора; Тюхтій та інші; Наука ходіння», повісті)
- 1969 «Przesłuchanie Pana Boga» («Допит Господа Бога», оповідання)
- 1969 «Kontrybucja» («Контрибуція. Кіноповісті і кінооповідання»)
- 1969 «Opowiadania» («Оповідання»)
- 1970 «Trzech w linii prostej» («Троє на прямій лінії», повість), перевидано 1972, 1981
- 1970 «Izba tonów і drwina» («Кімната пихи і кпини», оповідання)
- 1970 «Ćwierć wieku i cała przyszłość» («Чверть віку і все майбуття», публіцистика)
- 1971 «Ile jest życia» («Скільки є життя», повість)
- 1971 «Noc księżycowa» («Місячна ніч», оповідання)
- 1971 «Tygodnie zdumienia» («Тижні подиву», репортажі)
- 1972 «Pięć opowieści» («П'ять повістей», перевидання виданих раніше оповідань і повістей)
- 1972 «Sześć osób pierwszych» («Шість перших осіб», оповідання), перевидано 1974
- 1973 «Losy» («Долі», повість), перевидано 1977, 1979, 1983, 1987
- 1974 «Zgoda na gniew» («Згода на гнів», оповідання)
- 1976 «Hobby wielkie jak łoś» («Хобі велике, як лось», оповідання)
- 1976 «Lot ku ziemi» («Політ до землі», повість), перевидано 1977, 1981
- 1976 «Kiosk na Dębowego» («Кіоск на Дембового», повість), перевидано 1979
- 1976 «Opowieści współczesne» («Сучасні повісті», перевидання виданих раніше оповідань і повістей)
- 1976 «Wybór opowiadań» («Вибрані оповідання», перевидання виданих раніше оповідань)
- 1977 «Na bezdomne psy» («Бездомним псам», повість)
- 1978 «Radość nagrobków» («Радість надгробків», оповідання), перевидано 1982, 1986
- 1978 «Pamiętnik moich książek» («Щоденник моїх книжок», том І), перевидано 1980, 1985
- 1979 «Rozstrzelane wesele» («Розстріляне весілля», повість)
- 1979 «Czwartki ubogich» («Четверги убогих», оповідання)
- 1980 «Kiepskie zmartwychwstanie» («Кепське воскресіння», повість), перевидано 1981
- 1980 «Wiersze і dramaty» («Вірші і драми»)
- 1980 «Dzieci Świętej» («Діти Святої», повість), перевидано 1984
- 1981 «BronićW siebie» («Боронити себе», повість)
- 1981 «Wdrażanie obłędu» («Прищеплення божевілля», повість)
- 1983 «Rok w trumnie» («Рік у труні», повість), перевидано 1984
- 1983 «Koszenie pawi» («Косіння пав», оповідання), перевидано 1985
- 1983 «Pamiętnik moich książek» («Щоденник моїх книжок», том ІІ), перевидано 1985
- 1983 «Racja wilków» («Рація вовків», перевидання виданих раніше оповідань)
- 1984 «Twarde ojczyzny» («Твердь вітчизни», оповідання), перевидано 1986
- 1985 «Honor germańskiego bobra» («Честь германського бобра», оповідання)
- 1986 «Miłowanie kata» («Милування ката», повість)
- 1986 «CDN» («CDN», повість), перевидано 1987
- 1987 «Wśród nocnej ciszy» («У нічній тиші», повість)
- 1987 «Co las mi powiedział» («Про що мені повідомив ліс», оповідання, до того ж одне нове)
- 1987 «Żarty» («Жарти», оповідання)
- 1987 «Klapa, czyli Pan Bóg rozdaje karty» («Крах, або Господь Бог роздає карти», оповідання)
- 1987 "Upadek «Ludowej» («Падіння „Народної“, повість)
- 1988 „Nagi maj“ („Голий травень“, повість)
- 1988 „Przyducha“ („Придуха“, оповідання)
- 1989 „Bez diabła“ („Без диявола“, оповідання)
- 1989 „Błazen Królestwa Niebieskiego“ („Блазень Царства Небесного“, оповідання)
- 1989 „Paradoks istnienia“ („Парадокс існування“, оповідання, до того ж одне нове)
- 1989 „Jeżeli żyjesz“ („Якщо живеш“ та інші оповідання», перевидання виданих раніше оповідань)
- 1990 «List gończy» («Оголошення про розшук. Квазіутопічний комікс», оповідання)
- 1990 «Puste poduszki» («Пусті подушки», оповідання)
- 1990 «Rok 199? czyli Dziura w Płocie» («Рік 199? або Діра у Плоті», оповідання)
- 1990 «Szaleństwo Rewizora» («Шаленство Ревізора», оповідання)
- 1991 «Super Prezydent» («Супер Президент», оповідання)
- 1992 «Tryptyk paradoksalny» («Парадоксальний триптих», оповідання)
- 1993 «Rok myśliwego» («Рік мисливого», фейлетони)
- 1993 «Wielebny Romeo» («Преподобний Ромео», повість)
- 1993 «Replika zbrodni» («Репліка злочину: кримінальна притча», повість)
- 1994 «Dzieci Ojca Świętego» («Діти Святого Отця», оповідання)
- 1994 «Historie miłosne pod psem» («Поганенькі любовні історії», оповідання)
- 1995 «Anioł w butach z ostrogami» («Ангел у чоботях зі шпорами», повість)

Головні теми творів Братного — Друга світова війна і мисливство. Крім того, він блискавично реагує на злобу дня і тому не всі судження в його книжках можна вважати непомильними. В дитячий колисковій, створеній за часів Холодної війни письменник умістив такі рядки:
 Щораз ближче є ті роки,
 Коли зникне Білий Дім
 Зникнуть його стіни плачу
 Бризки крові є на нім.
 Він загубиться в легендах,
 Коли станеш хлопцем дужим.
У творах Братного майстерно виписані діалоги, зображені психологічні переживання героїв, вирішуються морально-етичні і філософські питання, хоча дехто називає його стиль «репортажним». В ближчих до наших часів працях з'являється еротика і брутальний натуралізм. Найвідомим твором Братного є, майже автобіографічний, тритомник «Колумби. Рік народження 20» про учасників польського Руху Опору в Другій світовій війні. В цьому романі автор, одним із перших в ПНР, в 1957 році, показав вояків АК і бійців Варшавського повстання, як позитивних героїв, що виборювали незалежність вітчизни. Доти ставлення в ПНР до АК було аналогічним ставленню в СРСР до Української повстанської армії (УПА). Одразу після надрукування роману багато хто з польських патріотів не сприйняв його. Після багатьох років трактування бійців АК, як фашистських посіпак, національно-свідомим полякам хотілося, нарешті, зобачити АКівців ідеальними героями — лицарями без страху і докору, в той час як персонажі Братного були звичайними людьми зі своїми недоліками, сумнівами і помилками. Суддею в таких питаннях є час. «Колумби» були перекладені багатьма іноземними мовами, загальний їхній тираж в Польщі перевищив 1,5 мільйона примірників, останнє видання здійснено в 2008 році. Генерація поляків, народжених у 20-ті роки ХХ-го століття, з легкої руки Братного, зветься тепер Поколінням Колумбів.
Українського читача могла б зацікавити повість «Сніги пливуть», де йдеться про боротьбу польської служби безпеки з українськими націоналістами, але, на жаль, українською мовою не виходив жоден з творів Братного.
Російською мовою перекладені «Нагонич» (рос. «Загонщик»), «Колумби. Рік народження 20» (рос. «Колумбы, год рождения 20-й»), та існують два переклади «Сніги пливуть»: (рос. «Тают снега» і «Война на Закерзонье»).

### Драматичні твори
- 1949 «Pobita kra» («Побита крига», п'єса)
- 1950 «Zwycięstwo Gralaków» («Перемога Граляків», п'єса)
- 1952 «Ludzie, którze rosną» («Люди, які ростуть», одноактівка для клубів)
- 1952 «Przeciw krzywdzie» («Проти кривди», одноактівка)
- 1952 «Sześć godzin ciemności» («Шість годин темряви», п'єса)
- 1956 «Spór o wiek XX-sty» («Спір про ХХ-й вік», сценічний гротеск)
- 1960 «Przesłuchanie Pana Boga» («Допит Господа Бога», сценічний твір)
- 1960 «Trzecia strona» («Третя сторона», драма)
- 1974 «Urodziny» («Народження», п'єса)

### Кіно, телебачення, радіо

Актор Тадеуш Ломницький в головній ролі у фільмі «Розірваний міст», реж. Єжи Пассендорфер

- 1953 «Trudna miłość» («Важка любов», співсценарист, кінофільм за оповіданням «Сьомий хрестик молодості»)
- 1960 «Powrót» («Повернення», сценарист, кінофільм за повістю «Щасливі катовані»)
- 1962 «Zerwany most» («Розірваний міст», сценарист, кінофільм за повістю «Сніги пливуть»)
- 1963 «Śniegi płyną» («Сніги пливуть», телевистава за однойменною повістю)
- 1963 «Naganiacz» («Нагонич», сценарист, кінофільм за однойменним оповіданням)
- 1964 «Życie raz jeszcze» («Життя ще раз», сценарист, кінофільм за однойменною повістю)
- 1965 «Niedziela sprawiedliwości» («Неділя справедливості», сценарист, кінофільм)
- 1966 «Kontrybucja» («Контрибуція», сценарист, кінофільм за однойменним оповіданням)
- 1967 «Brulion» («Чернетка», сценарист, телевистава за однойменною повістю)
- 1968 «Przeszło, nie minęło» («Пройшло, не минуло», сценарист, телевистава за оповіданням «Власна куля»)
- 1970 «Kolumbowie» («Колумби», сценарист, телесеріал за романом «Колумби. Рік народження 20»)
- 1973 «Losy» («Долі», сценарист, телесеріал за однойменною повістю)
- 1974 «Ile jest życia» («Скільки є життя», сценарист, телесеріал за однойменною повістю)
- 1981 «Czwartki ubogich» («Четверги убогих», сценарист, кінофільм за однойменним оповіданням)
- 1981 «Czwartki ubogich» («Четверги убогих», сценарист, радіовистава за однойменним оповіданням)
- 1982 «Piwko i Zdesperowany» («Пивце і зневірений», сценарист, телевистава за однойменним оповіданням)

## Нагороди
- 1959 Krzyż Oficerski Orderu Odrodzenia Polski (Офіцерський Хрест ордена Відродження Польщі)
- 1964 Order Sztandaru Pracy II klasy (орден Прапора праці ІІ класу)
- 1971 Nagroda Stołecznej Rady Narodowej (нагорода Столичної народної ради)
- 1971 Nagroda Komitetu ds. Radia і Telewizji za twórczość radiową i telewizyjną za rok 1970 (нагорода Комітету в справах радіо і телебачення за радіо і телевізійну творчість у 1970 р)
- 1972 Nagroda Państwowa II stupnia w dziedzinie literatury (Державна нагорода ІІ ступеня в галузі літератури)
- 1979 Nagroda «Trybuny Ludu» za kształtowanie i upowszechnianie kultury socjalistycznej (нагорода «Трибуни Люду» за формування і популяризацію соціалістичної культури)
- 1983 Nagroda Ministra Obrony Narodowej (нагорода Міністра народної оборони)
- 1985 Nagroda Ministra Kultury i Sztuki I stopnia (нагорода Міністра культури і мистецтва І ступеня)
- 1986 Order Sztandaru Pracy I klasy (орден Прапора праці І класу)
- 1987 Nagroda «Gazety Krakowskiej» im. T. Hołuja «Drzewo і owoc» (нагорода «Газети Краковскої» ім. Т. Голуя «Дерево і плід»)
- 1987 Medal Zasłużony dla Kultury Narodowej (медаль «Заслужений діяч народної культури»)